# Meriadoc Brandiboc
Meriadoc Brandiboc, anomenat Merry pels amics, és un personatge fictici de l'univers de J.R.R. Tolkien, la Terra Mitjana. És un dels quatre hòbbits protagonistes a El Senyor dels Anells.
Nascut l'any 2982 de la Tercera Edat, Merry era l'únic fill de Saradoc Brandiboc, Senyor de la Boqueria, i Esmeralda Tuc, germana petita de Paladín Tuc. Era, per tant, cosí germà per part de mare amb Peregrín Tuc, el seu millor amic. Entre el seu cercle més estret d'amistats també s'hi trobava Frodo Saquet, amb qui també tenia diversos vincles familiars.

## Biografia

### El Senyor dels Anells
Com a amic de Frodo, quan aquest va necessitar marxar d'amagat de la comarca per ocultar l'Anell Únic, va ser un dels 'conspiradors' que van ajudar-lo a anar d'amagat fins a la Boqueria, i d'allà, el va acompanyar fins a Rivendell.
Tot i les reticències de N'Élrond, va ser designat com a membre de la Germandat de l'Anell, i va ser un dels nou caminants que va anar cap al sud a través de Mòria, Lothlórien i pel Gran Riu. A Àmon-Hen, on la germandat va ser atacada pels orcs de Sàruman, ell i Pippin van ser capturats tot i haver-se lluitat amb valentia. Bóromir va morir defensant-los.
Van escapar-se al bosc de Fàngorn on es van trobar amb Barbarbrat, que els acollí i els va donar aigües dels ents per beure. Aquestes aigües van fer que guanyessin alçada més enllà del que és corrent en un hòbbit. Van ser presents a l'assemblea, i van acompanyar els ents a l'atac a Ísengard per enderrocar Sàruman. Després de la victòria es van reunir amb els seus antics companys, i va trobar-se per primer cop amb el rei Théoden de Ròhan.
Quan Gàndalf es va endur a Pippin a Góndor, va quedar sense el seu amic i company inseparable. Aleshores començà a establir amistat amb el rei Théoden fins al punt de jurar-li lleialtat. Sense el seu permís, va cavalcar d'amagat a la batalla dels Camps de Pélennor on va ajudar a Éowyn a matar el Senyor dels Nazgûl.
Merry és curat de les ferides per Àragorn, i N'Éomer el nomena cavaller de la marca pel valor demostrat a la batalla.
De retorn a la Comarca, té un paper fonamental a derrotar els esbirros de Sàruman durant l'Assot de la Comarca, i lluita a primera fila a la batalla de Voralaigua.

### Després de la caiguda de Sàuron
Degut a l'efecte de les aigües dels ents que havien begut, van tornar-se els hòbbits més alts que mai va haver-hi, superant el mític Braubramador Tuc. Va casar-se amb Estella Bultó poc abans de la fi de la Tercera Edat, i se sap que almenys van tenir un fill.
L'any 11 de la Quarta Edat va morir el seu pare i va heretar el títol de Senyor de la Boqueria. L'any 102 va tornar amb el seu amic Pippin a Ròhan i a Góndor, on van morir l'any 64 de la Quarta Edat i van ser enterrats al panteó dels reis de Góndor a Rath Dínen.

## Genealogia dels Brandiboc de la Boqueria
```
Gormadoc Brandiboc
=Malva Capfort
______________________|______________________
| | |
Madoc Sadoc Marroc
=Hanna Valor ________|_______ 
| | | | 
Marmadoc Sarmadoc Sarroc Salvia 
=Adaldrida Bultó 
__________________|______________________________________________________
| | | |
Marmalda Gorbadoc Adalda Orgulas
=Hildebrand Tuc =Mirabella Tuc |
__________________|__________________________________________ |
| | | | | | | |
Rorimac Amaranth Saradas Dodinas Asphodel Dinodas Primula Gorbulas
=Menegilda Goold =Amalda Valor =Rufus Caus =Drogo Saquet |
|_______________ |_____ | |
| | | | | 
Saradoc Merimac Seredic 
Frodo Saquet
 Marmadas
=Esmerelda Tuc =Daffodil =Hilda Serrafaixa |
____|______ Caus |__________________ ______________|
| | | | | | | | | 
Emerald 
Meriadoc
 Berilac Doderic Ilberic Celandine Merimas Mentha Melilot

‘Merry’

= Estella Bultó
```

## Adaptacions
En la versió cinematogràfica de Peter Jackson de El Senyor dels Anells, l'actor Dominic Monaghan interpreta a Merry en les tres pel·lícules de la trilogia.